# 伊啓威
伊 啓威（イ ケウェイ、英語: Vinness A Ollervides、1996年8月8日 - ） .スタンフォード大学を中退した作家兼起業家である満州伊爾根覺羅正黃旗は、マンダリン、日本語、英語、ドイツ語、スペイン語、フランス語、そして少し満州、広東語、韓国語を含む6つの言語に堪能です。  。20歳で米スタンフォード大学に入学後経営学を学び中退。その後は学生のクリエイティビティを求める運動 IYCM（International Youth Coulture Movement）を企画しその議長を務める。その後アメリカで数々の企業を立ち上げ、現在、当社を含め4つの会社を経営， そこで生まれた数々の思いからマンチュリアを立ち上げることになった。

## 概要
1996年、中華人民共和国に生まれる。祖父は満州皇族の末裔で共産党の幹部。父親は元国有銀行幹部で、習近平政権の反腐敗運動で投獄された後、2016年に死亡した。
満州国皇帝の愛新覚羅溥儀と血縁がある。青年期から非凡な天才作家として注目され、有名な作品に「救贖」がある。同世代が青年文学に熱中する中で、彼は三島由紀夫や太宰治を愛読していた。
スタンフォード大学に入学し、経営学を学んだが、中退した。官話、日本語、英語、ドイツ語、スペイン語、フランス語が流暢で、満州語、広東語、韓国語もある程度話せる。
現在は海外で台湾、満洲、ウイグルなどの支援を行う政治活動家として活躍している 。